# Big Think
Big Think는 2007년 빅토리아 브라운과 피터 홉킨스가 설립한 멀티미디어 포털 사이트이자 인터넷 포럼이다. 폭넓은 분야에 대해 인터뷰, 프레젠테이션, 토의 등을 하는 특징이 있다. 이 웹사이트는 다양한 분야의 전문가들과 함께하는 인터뷰, 프레젠테이션, 원탁 토론의 모음집이다. 빅토리아 브라운은 현재 활동 중인 CEO이다. 피터 홉킨스는 이 기업의 사장이다. 2018년 11월 기준으로, Big Think는 찰스 코치 재단이 후원하는 동영상들을 제작하기 시작했다.